# ماریو ماتیولی
ماریو ماتیولی (ایتالیایی: Mario Mattioli؛ ۱ ژانویه ۱۹۴۵ – ۳۰ مه ۲۰۰۳) بازیکن والیبال اهل ایتالیا بود. وی در بازی‌های المپیک تابستانی ۱۹۷۶ شرکت کرده‌است.
وی در مسابقات کشوری و بین‌المللی در مجموع برندهٔ ۱ مدال طلا، ۱ مدال نقره شده‌است.